# Lipova (Bákó megye)
Lipova település és községközpont Romániában, Moldvában, Bákó megyében.

## Fekvése
Bákó megye északkeleti határán, Bákótól északkeletre fekvő település.

## Története
Községközpont, 7 falu: Lipova, Mâlosu, Satu Nou, Valea Caselor, Valea Hogei, Valea Mărului, Valea Moșneagului tartozik hozzá.
A 2002-es népszámláláskor  708 lakosa volt.